# Halászlé
Halászlé (literalmente supa pescarului) este un fel de supă de pește, picantă, pe bază de boia. Un element popular al bucătăriei maghiare, este un fel de mâncare preparat cu cantități generoase de boia iute și crap sau cu un asortiment de pești de râu (în general somni, bibani și știuci). Renumită pentru că este foarte iute și picantă, supa este originară din Câmpia Panonică, în special regiunile Dunării și ale râului Tisa. Halászlé este un fel de mâncare tradițională pentru cina din Ajunul Crăciunului în Ungaria.
Halászlé este o supă tradițională savurată atât de localnici, cât și renumită de turiști. Un ingredient important este un fel de bulion format din garnituri de pește, cum ar fi capete proaspete de crap, oase, piele și aripioare cu legume care pot include ceapă roșie, ardei verzi și roșii. Înainte de a fi servit, se adaugă boia pe supa clocotită.
În mod tradițional, pescarii pregătesc supa în ibrici pe foc deschis pe malurile râului. Când este preparată această supă, ceapa tocată este prăjită în ibric cu puțin ulei până când este caramelizată. Apoi, se adaugă boia măcinată și ibricul este umplut cu apă. Când apa fierbe, se adaugă alte condimente (cum ar fi piper negru, vin alb, oțet sau sos de roșii) și, în cele din urmă, peștele, tocat în bucăți mari. Uneori peștele întreg, inclusiv capete și cozi, este adăugat la supă.
Când este preparată la fața locului, supa este servită direct din ibric și consumată cu pâine.
Competițiile de pregătire a supei sunt populare și se desfășoară de obicei la târguri de-a lungul coastei râurilor.